# WWE 2K24
WWE 2K24 — компьютерная игра 2024 года, разработанная Visual Concepts и изданная 2K.

## Геймплей
Как и предыдущие игры серии, WWE 2K24 — симулятор реслинга, который включает в себя разные типы матчей.

## Разработка и выпуск
В мае 2023 года во время ежеквартального отчёта стало известно о предстоящем выпуске WWE 2K24. Официально игра была анонсирована 22 января 2024 года. Её выпуск состоялся 8 марта 2024 года на платформах PlayStation 4, PlayStation 5, Windows, Xbox One и Xbox Series X/S.

## Отзывы
Джарретт Грин из IGN дал игре 8 баллов из 10 и написал, что она во многих отношениях «кажется окончательной формой» нового подхода разработчиков к серии. Марк Делани из GameSpot поставил проекту такую же оценку и особо похвалил побочные квесты в режиме истории. Фил Иваниак из The Guardian вручил игре 4 звезды из 5.